# برای دختران رنگی
برای دختران رنگی (انگلیسی: For Colored Girls) یک فیلم درام محصول سال ۲۰۱۰ میلادی است. این فیلم توسط تایلر پری تهیه و کارگردانی شده و بازیگرانی همچون جنت جکسون، ووپی گلدبرگ، فیلیسیا رشاد، تندی نیوتون، لرتا دیواین، آنیکا نونی رز، تسا تامپسون، کیمبرلی الیز، کری واشینگتن، میسی گری به ایفای نقش می‌پردازند.
این فیلم، زندگی به هم پیوسته ده زن سیاه‌پوست را به تصویر می‌کشد که زندگی و مبارزات آن‌ها را به‌عنوان زنان رنگین‌پوست بررسی می‌کند. این اولین فیلمی است که توسط استریت فیلمز ۳۴ تولید شده است، اثری از استودیو تایلر پری است. همچنین این اولین فیلم درجه R به کارگردانی پری است. با بودجه ۲۱ میلیون دلاری، برای دختران رنگی در ۵ نوامبر ۲۰۱۰ اکران شد و در آخر هفته افتتاحیه ۲۰.۱ میلیون دلار فروش داشت. بازیگران اصلی فیلم متشکل از ده زن رنگین‌پوست است که هفت نفر از آن‌ها بر اساس هفت شخصیت نمایشنامه هستند که فقط با رنگ شناخته می‌شوند (مانند «بانوی قرمزپوش»، «بانوی قهوه‌ای پوش» و «بانوی زردپوش»). مانند منبع اصلی، هر شخصیت با درگیری شخصی متفاوتی مانند عشق، رها شدن، تجاوز جنسی، خیانت و سقط جنین سروکار دارند.

## بازیگران
- جنت جکسون در نقش جوانا "جو" بردمور («بانوی قرمزپوش»)
- تندی نیوتون در نقش تانگی آدروس («بانوی نارنجی‌پوش») (در نقش تندی نیوتون)
- آنیکا نونی رز در نقش یاسمین («بانوی زردپوش»)
- لرتا دیواین در نقش خوانیتا سیمز («بانوی سبزپوش»)
- کری واشینگتن در نقش کلی واتکینز («بانوی آبی پوش»)
- تسا تامپسون در نقش نایلا آدروس («بانوی ارغوانی پوش»)
- کیمبرلی الیز در نقش کریستال والاس («بانوی قهوه‌ای پوش»)
- ووپی گلدبرگ در نقش آلیس آدروس («بانوی سفیدپوش»)
- فیلیسیا رشاد در نقش گیلدا («بانوی سیاه پوش»)
- میسی گری در نقش رز («بانوی صورتی پوش»)
- مایکل ایلی در نقش بیو ویلی براون
- عمری هاردویک در نقش کارل بردمور
- هیل هارپر در نقش دونالد واتکینز
- خلیل کین در نقش بیل
- ریچارد لاسون در نقش فرانک

## موسیقی متن
برای دختران رنگی: موسیقی از و الهام گرفته از موسیقی متن فیلم اصلی در ۲ نوامبر ۲۰۱۰ منتشر شد. این موسیقی شامل موسیقی از بازیگران و همچنین لیونا لوئیس و نینا سیمون است.

## پخش
این فیلم در ابتدا برای اکران در سال ۲۰۱۰ برنامه‌ریزی شده بود، اما بعداً تا ۱۴ ژانویه ۲۰۱۱ به تعویق افتاد. با این حال، استودیو تصمیم گرفت تاریخ انتشار را به ۵ نوامبر ۲۰۱۰ منتقل کند. تایلر پری اظهار داشت که این یک فیلم جدی بود که واقعاً خود را به دوره پاییز می‌رساند. برای دختران رنگی با فروش ۲۰.۱ میلیون دلاری در هفته اول خود، برای اولین‌بار در باکس آفیس در رتبه سوم قرار گرفت، پس از ابر ذهن (۴۷.۷ میلیون دلار) و موعد مقرر (۳۳.۵ میلیون دلار).